# Georgina Sherrington
Georgina Sherrington (* 26. Juli 1985 in Westminster) ist eine englische Schauspielerin.

## Leben
Sherrington ist vor allem durch ihre Darstellung der Figur Mildred Hubble in der Kinderserie The Worst Witch (Eine lausige Hexe, 1998–2002) sowie der Spin-off-Serie Weirdsister College – The Further Adventures of The Worst Witch (2001) bekannt. Im Jahr 2000 gewann sie einen Young Artist Award in der Kategorie „Leading Young Actress“ für ihre Arbeit in The Worst Witch. Nach Ende dieser Serien spielten sie in einigen Kurzfilmen mit, außerdem trat sie 2017 in Kill or Be Killed in Erscheinung.
Sie war Schülerin der Wimbledon High School in London und machte 2008 ihren Abschluss an der Princeton University, wo sie Mitglied des Princeton Tower Club war. Hier leitete sie im April 2006 die Komödie Loveʼs Labors Lost und 2007 ein Shakespeare Festival und war 2007 in verschiedenen Produktionen, darunter The Winterʼs Tale, als Regisseurin, Regieassistentin und Schauspielerin tätig.
Sherrington zog 2010 zurück nach London, nachdem sie einige Zeit in der Gegend von Los Angeles verbracht hatte. Derzeit arbeitet sie bei der BBC im Drama Commissioning Team.
Sie hat drei jüngere Brüder.